# Палажченко, Павел Русланович
Па́вел Русла́нович Пала́жченко (род. 17 марта 1949, пос. Монино, Московская обл.) — советский и российский переводчик, долгое время работавший с М. С. Горбачёвым и Э. А. Шеварднадзе; политический аналитик, автор нескольких книг и большого числа публикаций в российских и зарубежных СМИ. Дипломат, имеет дипломатический ранг советника первого класса. Владеет английским, французским, испанским, итальянским и немецким языками. В настоящее время является руководителем отдела международных связей и контактов с прессой в Горбачёв-Фонде. Женат, имеет взрослую дочь. Сын от первого брака — Николай Палажченко.

## Написание и произношение фамилии
Сочетание букв жч в фамилии Палажченко произносится как [щ]. Ударение делается на втором слоге, хотя носители английского языка часто делают ударение на третьем слоге. В англоязычной прессе встречается написание как Palazhchenko, так и Palazchenko.

## Биография

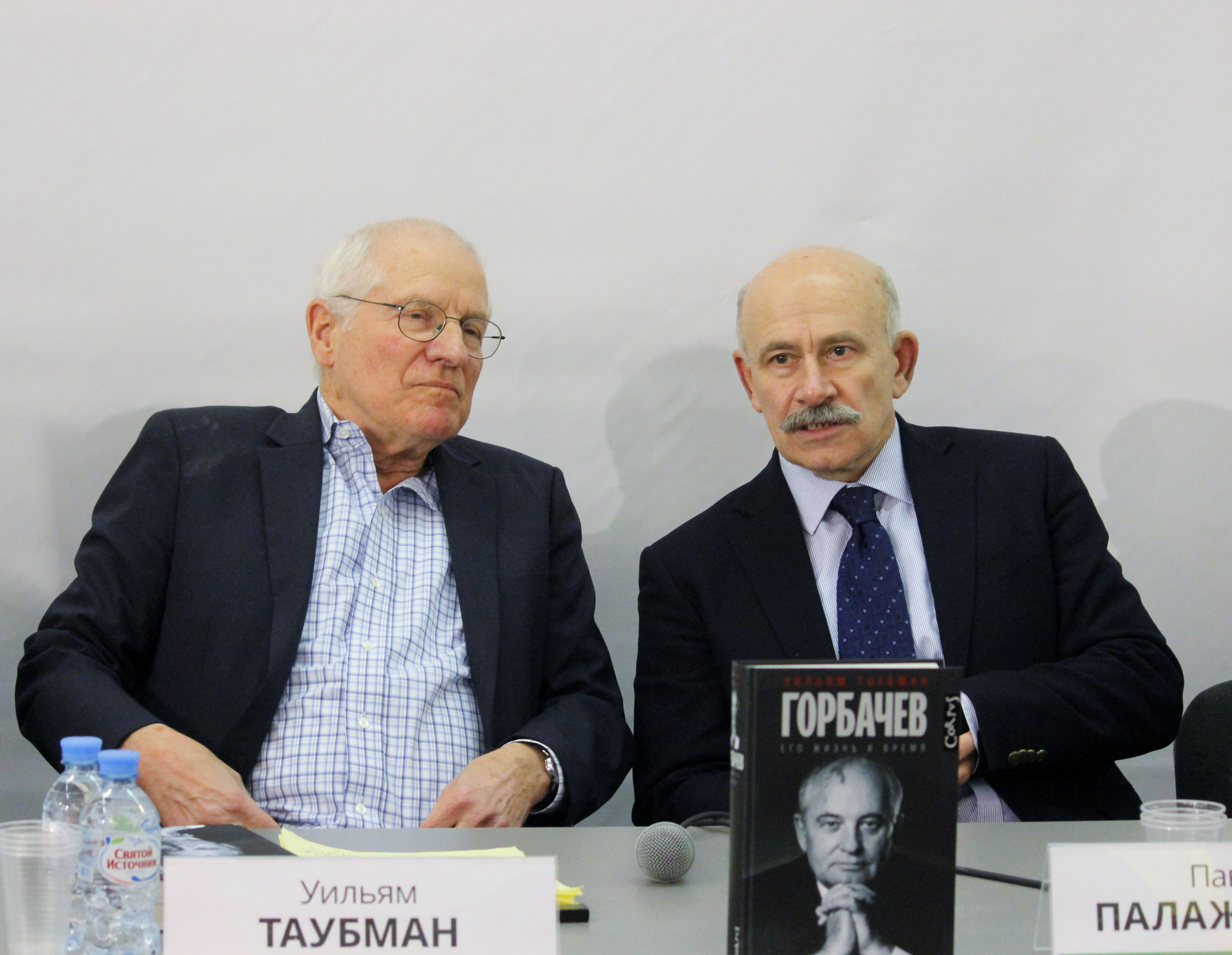
Палажченко с У. Таубманом на non/fictio№ 20, 2018

П. Палажченко начал изучать английский язык в возрасте приблизительно восьми лет по инициативе своей матери, учительницы английского языка общеобразовательной школы. Вначале занятия тяготили его, однако ситуация изменилась в возрасте 12—13 лет, когда П. Палажченко увлёкся творчеством группы The Beatles и начал слушать «Голос Америки» и Би-би-си. С тех пор, по его словам, у него с английским языком «завязался роман, длящийся по сей день».
Одновременно с увлечением английским языком у П. Палажченко возникает интерес к политике. Его политические взгляды начали формироваться в период «хрущёвской оттепели» — во многом под влиянием газет того времени и журнала «Новый мир», публиковавшего произведения А. И. Солженицына и критиковавшего социалистическую действительность.
В 1966 году П. Р. Палажченко поступил, а в 1972 году окончил Московский государственный институт иностранных языков имени Мориса Тореза (ныне Московский государственный лингвистический университет). На последнем курсе института был приглашён на Курсы переводчиков ООН и успешно закончил их. По окончании Курсов его ожидала работа в ООН, однако по существующим в то время порядкам он не мог выехать за границу неженатым. Поэтому в течение года П. Р. Палажченко занимался в своём институте переводческой и преподавательской деятельностью.
В 1974—1979 годах работал в русской секции службы устного перевода Секретариата ООН. В августе 1978 года у него родился сын — в будущем куратор и арт-менеджер Николай Палажченко.
В 1980—1990 годах работал в МИД СССР, сначала в отделе переводов, затем в отделе США и Канады. В этот период участвовал в переговорах о сокращении обычных вооружений в Вене, в переговорах о сокращении баллистических ракет средней дальности в Женеве (1980—1983), в стокгольмской Конференции по мерам укрепления доверия и безопасности и разоружению в Европе (1984), международных конференциях, сессиях Генеральной Ассамблеи ООН.
В январе-декабре 1991 года работал в аппарате Президента СССР.
С 1985 года был переводчиком М. С. Горбачёва и министра иностранных дел Э. А. Шеварднадзе. Участвовал во всех советско-американских встречах на высшем уровне в 1985—1991 годах.

Палажченко (в центре) с Р. Рейганом и М. С. Горбачёвым. Рейкьявик, Исландия, 1986 г.

С 1992 года работал в Международном общественном фонде социально-экономических и политологических исследований (Горбачёв-Фонд). В настоящее время — руководитель службы международных связей и контактов с прессой.
Был членом редколлегии и автором переводческого журнала «Мосты» с самого его основания в 2004 году. В 2018 году в связи с конфликтом с главным редактором Виктором Ланчиковым несколько членов редколлегии, включая Палажченко, её покинули.
С 2006 года сотрудничает с компанией «Синхрон-плюс» в качестве преподавателя синхронного и последовательного перевода.
В качестве синхронного переводчика работает в ООН, Совете Европы, на международных конференциях в России и за рубежом.

## Публикации
Является автором большого числа публикаций на политические темы в таких изданиях, как «Новая газета», «Грани.Ру», «Избранное» и других. Регулярно публикуется на сайте Горбачёв-Фонда, а также на сайте Ассоциации лексикографов Lingvo, где у него есть персональный форум. Редактор вышедшего в 2011 году публицистического сборника Д. Е. Фурмана «Публицистика нулевых».
С февраля 2007 года имеет собственный сайт.

## Книги
В 1999 году в издательстве «Валент» выпустил (совместно с А. П. Чужакиным) книгу «Мир перевода, или Вечный путь к взаимопониманию».
В 1999 году в издательстве «Валент» в серии «Мир перевода» вышла книга П. Р. Палажченко «Все познается в сравнении, или Несистематический словарь трудностей, тонкостей и премудростей английского языка в сопоставлении с русским». Книга выдержала несколько изданий. В 2002 году в издательстве «Р.Валент» вышел значительно расширенный и дополненный вариант этой книги — «Мой несистематический словарь». В 2005 году в том же издательстве вышел «Несистематический словарь-2005» — книга сходная по структуре с «Моим несистематическим словарем», но совершенно новая по содержанию. В её основу легли материалы с персонального форума П. Р. Палажченко на сайте Ассоциации лексикографов Lingvo.
В 1997 году в США издательство Penn State Press выпустило книгу П. Р. Палажченко My Years with Gorbachev and Shevardnadze. Рецензии на эту книгу опубликованы в газетах Washington Post, Wall Street Journal, New York Review of Books, журнале Foreign Policy, многих других изданиях. В 2020 году в издательстве «Новая газета» вышла книга воспоминаний П. Р. Палажченко «Профессия и время. Записки переводчика-дипломата».